# The Big O
The Big O (THE ビッグオー?, Za Biggu Ō) è una serie televisiva anime suddivisa in due stagioni di 13 episodi, per un totale di 26 episodi. La prima serie è stata trasmessa dal 13 ottobre 1999 al 19 gennaio 2000, mentre la seconda dal 7 gennaio al 29 marzo 2003. L'anime, creato e prodotto dalla Sunrise, è un omaggio ai film noir degli anni 40-50 del secolo scorso, e combina gli elementi delle detective-stories con quelli tipicamente più giapponesi dei robot giganti.
In seguito l'anime è stato adattato in un manga disegnato da Hitoshi Ariga e pubblicato da Kōdansha. Anche nel caso del manga si è trattato di due serializzazioni distinte, uscite in contemporanea con le corrispondenti serie televisive.

## Trama
Durante un misterioso fenomeno, chiamato in seguito "l'evento", tutti gli abitanti di Paradigm City hanno perso la memoria. In questo modo, dalla memoria di tutti è stato cancellato il ricordo delle atrocità delle guerre. Ma "l'evento" non ha avuto effetto su tutti. Dal passato stanno ritornando dei robot, antiche macchine da guerra, pronti a riportare il caos. Soltanto un uomo può proteggere la propria gente, Roger Smith, un negoziatore in grado di cavarsela in qualunque situazione. In caso di difficoltà può comunque fare riferimento ad un'arma potentissima: il Big O, un gigantesco robot, antica reliquia del passato di Paradigm City.

## Personaggi
Roger Smith (ロジャー・スミス?, Rojā Sumisu)
Doppiato da: Mitsuru Miyamoto
Roger Smith è il maggior negoziatore di Paradigm City. In un periodo di confusione dovuta all'amnesia generale degli abitanti di Paradigm City, la città è attraversata dal crimine e dal disordine e Roger è l'unico che può riportare un po' di giustizia. Il gigantesco Big O è sotto i suoi controlli.
Dorothy R. Wayneright (R・ドロシー・ウェインライト?, Āru Doroshī Weinraito)
Doppiata da: Akiko Yajima
Compagna fidata di Roger nonché alleata in battaglia, Dorothy è una androide modellata sul viso della defunta figlia del dr. Saldono, ed è uno dei pochi reperti tecnologici scampati all'"evento". La "R" nel suo nome sta per "robot". Ha una personalità sarcastica.
Norman Burg (ノーマン・バーグ?, Nōman Bāgu)
Doppiato da: Motomu Kiyokawa
Maggiordomo di Roger, il fedele Norman si occupa di molte cose: passa da mansioni "normali" come preparare il te ad altre un po' meno, come preparare il Big O ad assetto da combattimento.
Dan Dastun (ダン・ダストン?, Dan Dasuton)
Doppiato da: Tesshō Genda
Capo del dipartimento di polizia di Paradigm City. Nonostante sia un ottimo poliziotto non può competere con i potenti robot, e si arrabbia non poco quando è Big O a fare il suo lavoro...
Angel (エンジェル?, Enjeru)
Doppiata da: Emi Shinohara
Angel è un personaggio abbastanza enigmatico. Anche lei come Roger vorrebbe ritrovare la memoria di ciò che accadde prima dell'"evento". Tuttavia i suoi motivi sono sconosciuti. Spesso si trova a collaborare con Roger, ma fra i due c'è sempre molta tensione.
Beck Gold
Doppiato da: Houchu Ohtsuka
Uno dei più acerrimi nemici di Roger. Il suo primo crimine è stato di rapire Dorothy, in seguito ha anche ucciso Timothy Waynewright.
Schwarzwald (シュヴァルツ・ヴァルト?, Shuvarutsu Varuto) / Michael Seebach (マイクル・ゼーバッハ?, Maikuru Zēbahha)
Doppiato da: Katsunosuke Hori
Un tempo si chiamava Michael Seebach, ed era un giornalista del "Paradigm Press". Sfigurato in seguito ad un incidente doloso, ha assunto il nome di Schwarzwald (foresta nera) e cerca vendetta.
The Big O (THE ビッグオー?, Za Biggu Ō)
Un mastodontico robot, di antica fattura, costruito prima dell'"evento". Viene pilotato da Roger Smith, ed è fornito di diverse armi come missile, laser e pugni.

## Episodi
I titoli degli episodi nell'edizione originale giapponese sono scritti in lingua inglese, senza kanji.

### Prima stagione
| Nº | Titolo italiano (traduzione letterale giapponese) Giapponese 「Kanji」 - Rōmaji | In onda          | In onda |
| Nº | Titolo italiano (traduzione letterale giapponese) Giapponese 「Kanji」 - Rōmaji | Giapponese       |         |
| 1  | Roger, il negoziatore 「Roger the Negotiator」                                  | 13 ottobre 1999  |         |
| 2  | Dorothy Dorothy 「Dorothy Dorothy」                                             | 20 ottobre 1999  |         |
| 3  | Città elettrica 「Electric City」                                               | 27 ottobre 1999  |         |
| 4  | Terrore sotterraneo 「Underground Terror」                                      | 3 novembre 1999  |         |
| 5  | Riporta indietro il mio fantasma 「Bring Back My Ghost」                        | 11 novembre 1999 |         |
| 6  | Un'eredità di Amadeus 「A Legacy of Amadeus」                                   | 17 novembre 1999 |         |
| 7  | La chiamata dal passato 「The Call from the Past」                              | 24 novembre 1999 |         |
| 8  | Gatto scomparso 「Missing Cat」                                                 | 1º dicembre 1999 |         |
| 9  | Beck torna indietro 「Beck Comes Back」                                         | 8 dicembre 1999  |         |
| 10 | Il fantasma della notte invernale 「Winter Night Phantom」                      | 15 dicembre 1999 |         |
| 11 | Daemonseed 「Daemonseed」                                                       | 5 gennaio 2000   |         |
| 12 | Il nemico è un altro grande! 「Enemy Is Another Big!」                          | 12 gennaio 2000  |         |
| 13 | R.D. 「R.D.」                                                                   | 19 gennaio 2000  |         |

### Seconda stagione
| Nº | Titolo italiano (traduzione letterale giapponese) Giapponese 「Kanji」 - Rōmaji | In onda          | In onda |
| Nº | Titolo italiano (traduzione letterale giapponese) Giapponese 「Kanji」 - Rōmaji | Giapponese       |         |
| 14 | Roger, il vagabondo 「Roger the Wanderer」                                      | 2 gennaio 2003   |         |
| 15 | Negoziati con la morte 「Negotiations with the Dead」                           | 9 gennaio 2003   |         |
| 16 | Il giorno dell'avvento 「Day of the Advent」                                    | 16 gennaio 2003  |         |
| 17 | Leviatano 「Leviathan」                                                         | 23 gennaio 2003  |         |
| 18 | Il più grande delinquente 「The Greatest Villain」                              | 30 gennaio 2003  |         |
| 19 | Testimone oculare 「Eyewitness」                                                | 6 febbraio 2003  |         |
| 20 | Strisce 「Stripes」                                                             | 13 febbraio 2003 |         |
| 21 | Il terzo grande 「The Third Big」                                               | 20 febbraio 2003 |         |
| 22 | Idra 「Hydra」                                                                  | 27 febbraio 2003 |         |
| 23 | Ricordi intrecciati 「Twisted Memories」                                        | 6 marzo 2003     |         |
| 24 | Il grande combattimento 「The Big Fight」                                       | 13 marzo 2003    |         |
| 25 | La guerra di Paradigm City 「The War of Paradigm City」                         | 20 marzo 2003    |         |
| 26 | Lo spettacolo deve continuare 「The Show Must Go On」                           | 27 marzo 2003    |         |

## Colonna sonora
Sigla di apertura
Stoning cantata Toshihiko Sahashi (Eps 1-2,14)
Big-O! cantata da Rui Nagai (Eps 3-13)
Respect cantata da Toshihiko Sahashi (Eps 15-20,22-25)
Big-O! Show Must Go On cantata da Rui Nagai (2007 ANIMAX)
Sigla di chiusura
And Forever... cantata da Robbie Danzie e Naoki Takao
Stand a Chance cantata da Toshihiko Sahashi (Cartoon Network) (eps 1-13)